# Heiligenstedten
Heiligenstedten település Németországban, Schleswig-Holstein tartományban. Lakosainak száma 1547 fő (2023. december 31.).

## Népesség
A település népességének változása:
| Lakosok száma | 1551 | 1538 | 1508 | 1482 | 1546 | 1547 |
|               | 1975 | 2017 | 2019 | 2021 | 2022 | 2023 |